# 米-戈
米-戈（英語：Mi-Go）是克苏鲁神话中的虚构外星种族，最早出现在霍华德·菲利普·洛夫克拉夫特于1931年发表的作品《暗夜呢喃》中。

## 简介
又稱作“犹格斯真菌”，来自宇宙深处，以犹格斯星（Yuggoth，可能是冥王星）为其在太阳系中的前哨基地，远在人类诞生之前即已来到地球。

## 形体
它们是一种长得像甲殼類動物（形似螯蝦）的類真菌生物，身体呈粉红色，长约五英尺，體形与人类的成年人差不多，在其頭部有一顆無面的、可以變換顏色的圓瘤，它們彼此之间藉此溝通，但也可以以身体器官的振动模拟任何一种人类语言，并用这种带有嗡嗡聲的語言与人类溝通，此外还可以用超高頻聲音對人催眠。它们不吃地球上的任何东西（食物也从外星运来），但需要在地球上开采特产的矿物。其长有数对节肢和螯，背上有一對翅膀，在地球上可以飛行，另外亦可以以肉身進行星際旅行；在情報控制方面，除了它們變裝混入的幹員外，還有遍及各界的人類幹員，而因其身体成分的分子振動率与地球不同，一般的相機照不出它們的身影，它们死亡之后屍體會快速地蒸發殆盡。

## 科技
米-戈拥有许多超越人类的科技能力，其中最著名的是可以将人类的大脑取出，放入以产于犹格斯星的金属（拉弗金属(Lagh metal)）制造的圆筒中，用液体浸泡，使之可以被携带一同进行星际旅行，这个只剩脑的个体也可以通过与它们制造的仪器联接而拥有视，听觉和语言能力。此外它们还有冷冻枪，电击枪，生物装甲等装备。

## 信仰
米-戈普遍信仰莎布-尼古拉丝、犹格-索托斯、奈亚拉托提普等神祇，但宗教信仰对它们而言不及科学研究重要。此外，米-戈们与哈斯塔为敌，哈斯塔也同样敌视它们，它总是致力于消灭这些真菌。
米-戈的道德观念和人类完全不同，所以在人类看来，它们总是充满恶意。